# Буитраго, Даниэль
Даниэ́ль Эстеба́н Буитра́го Тама́йо (исп. Daniel Esteban Buitrago Tamayo; 27 февраля 1991, Медельин, Колумбия) — колумбийский футболист, нападающий клуба «Америка Кали».

## Карьера

### Клубная
Футболом Даниэль начал заниматься у себя на родине в Колумбии, где выступал за клуб «Галлегол». В июле 2011 года Буитраго пополнил ряды юрмальского «Спартака», где в первом же сезоне стал самым результативным игроком клуба, забив 12 голов в 14 матчах. В этом же году его команда завоевала путёвку в Высшую лигу Латвии.
В феврале 2012 года Даниэль побывал на просмотре в российском клубе «Спартак-Нальчик», который 24 февраля арендовал молодого футболиста до конца сезона с правом выкупа. В российской премьер-лиге Даниэль дебютировал 18 марта 2012 года, в матче с самарским клубом «Крылья Советов», выйдя на замену на 76-й минуте вместо получившего травму Йована Голича. Свой первый гол в составе нальчан Даниэль забил 15 апреля в домашнем поединке против нижегородской «Волги». По окончании сезона «Спартак» выкупил контракт футболиста у юрмалинских одноклубников. 18 февраля 2014 года было объявлено о расторжении с игроком контракта по обоюдному согласию сторон. Всего в составе нальчан Даниэль провёл 42 встречи, в которых четырежды отметился голами. Вместе с командой он стал бронзовым призёром первенства ФНЛ в сезоне 2012/13.
В конце февраля Даниэль вернулся на родину, заключив соглашение с колумбийской командой «Льянерос» из города Вильявисенсио.

### В сборной
Даниэль провёл две встречи в составе сборной Колумбии до 20 лет.

## Достижения
- Бронзовый призёр первенства ФНЛ: 2012/13.

## Статистика выступлений
| Команда                  | Сезон            | Чемпионат        | Чемпионат | Чемпионат | Кубок | Кубок | Прочее | Прочее | Итого | Итого |
| Команда                  | Сезон            | Уров.            | Игры      | Голы      | Игры  | Голы  | Игры   | Голы   | Игры  | Голы  |
| ------------------------ | ---------------- | ---------------- | --------- | --------- | ----- | ----- | ------ | ------ | ----- | ----- |
| Спартак (Юрмала)         | 2011             | II               | 14        | 12        | 1     | 0     | 2      | 0      | 17    | 12    |
| Спартак-Нальчик          | 2011/12          | I                | 8         | 1         | 0     | 0     | 0      | 0      | 8     | 1     |
| Спартак-Нальчик          | 2012/13          | II               | 15        | 1         | 0     | 0     | 2      | 0      | 17    | 1     |
| Спартак-Нальчик          | 2013/14          | II               | 17        | 2         | 0     | 0     | 0      | 0      | 17    | 2     |
| Спартак-Нальчик          | Итого            | Итого            | 40        | 4         | 0     | 0     | 2      | 0      | 42    | 4     |
| Льянерос (Вильявисенсио) | 2014             | II               | 28        | 10        | 5     | 0     | 0      | 0      | 33    | 10    |
| Всего за карьеру         | Всего за карьеру | Всего за карьеру | 82        | 26        | 6     | 0     | 4      | 0      | 92    | 26    |

(откорректировано по состоянию на 27 октября 2014 года)
Источники: статистика выступлений взята с сайта FootballFacts.ru, официального сайта РФПЛ, сайта Sportbox.ru, сайта Soccerway.com